# Laminacauda boliviensis
Laminacauda boliviensis é uma espécie de aranhas araneomorfas da família Linyphiidae encontrada na Bolívia.  Esta espécie foi descrita pela primeira vez em 1985, pelo biólogo Millidge.